# Bernhard Gmelin

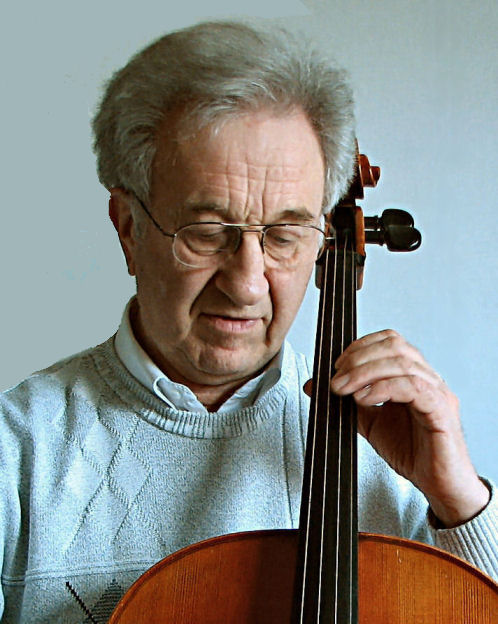
Bernhard Gmelin (2007)

Bernhard Gmelin (* 17. März 1939 in Kiel; † 2. Oktober 2021 in Hamburg) war ein deutscher Violoncellist und Hochschullehrer.

## Leben
Bernhard Gmelin wurde 1939 in Kiel als jüngstes von vier Kindern des Romanisten Hermann Gmelin und seiner Ehefrau Charlotte geboren. Er erhielt seinen ersten Cello-Unterricht im Alter von 10 Jahren.
Sein Studium begann Gmelin 1959 bei Arthur Troester an der Musikhochschule Hamburg; dort wurde er zwei Jahre später dessen Assistent. Bei André Navarra setzte er 1962 sein Studium mit einem Stipendium der Studienstiftung des deutschen Volkes am Conservatoire de Paris fort.
Nach Abschluss seines Studiums nahm Gmelin zunächst Engagements als Solocellist am Staatstheater Hannover und beim Bayerischen Rundfunk an. Von 1974 bis 2005 war er Solocellist im Sinfonieorchester des NDR, mit dem er regelmäßig als Solist auftrat. In dieser Zeit entstanden zahlreiche Rundfunkaufnahmen, u. a. des Tripelkonzertes von Ludwig van Beethoven, der Tondichtung Don Quixote von Richard Strauss sowie der Cellokonzerte von Edward Elgar und Camille Saint-Saëns. 
Von 1980 an war Gmelin zudem Professor an der Hochschule für Musik und Theater Hamburg. Seine Lehrtätigkeit setzte er mit großem Engagement bis ins hohe Alter von 80 Jahren fort. Zu seinen Schülern gehörten u. a. Tanja Tetzlaff, Amadeus Templeton, Phillip Wentrup und Valentino Worlitzsch. 
Auf verschiedenen Kursen und Festivals war er zudem als Dozent tätig, u. a. beim Schleswig-Holstein Musik Festival, beim Festival Ferrara Musica sowie beim Affinis Festival Tokyo.
Bernhard Gmelin wurde auf dem Friedhof Ohlsdorf beigesetzt. Die Grabstätte liegt in der Nähe von Kapelle 10.

## Kammermusik
Zusammen mit seiner Ehefrau, der Pianistin Gisela Gmelin-Schellong, und dem Geiger Karsten Heymann gründete Gmelin 1962 das Schellong-Trio, mit dem er 1963 den Felix-Mendelssohn-Bartholdy-Preis gewann. Vom Deutschen Musikrat wurde das Ensemble 1962/63 als Teilnehmer der Bundesauswahl Konzerte Junger Künstler mit bundesweiten Konzertauftritten gefördert. Auf Einladung des Jeunesses Musicales International unternahm das Trio später Konzertreisen durch Frankreich und Spanien.
Gmelin bildete gemeinsam mit seiner Ehefrau zudem ein Duo, das vom Deutschen Musikrat ebenfalls mit Konzertauftritten gefördert wurde. 